# Smells Like Children
Smells Like Children je album skupiny Marilyn Manson z roku 1995.

## Seznam skladeb
1. Hands Of Small Children
2. Diary Of A Dope Fiend
3. Shitty Chicken Gang Bang
4. Kiddie Grinder (Remix)
5. Sympathy For The Parents
6. Sweet Dreams (Are Made Of This)
7. Everlasting Cocksucker (Remix)
8. Fuck Frankie
9. I Put A Spell On You
10. May Cause Discolouration Of The Urine Or Faeces
11. Scabs, Guns And Peanut Butter
12. Dance Of The Dope Hats
13. White Trash
14. Dancing With The One-Legged…
15. Rock 'n' Roll Nigger

## Nástrojové obsazení
- Marilyn Manson (Brian Warner) – zpěv
- Twiggy Ramirez (Jeordie White) – basová kytara
- Daisy Berkowitz (Scott Putesky) – kytara
- Madonna Wayne Gacy (Stephen Gregory Bier Jr., Pogo) – klávesy
- Ginger Fish (Kenneth Robert Wilson) – bicí

## O albu
- Žánr: Hard'n'Heavy
- Vydavatel: Universal Music
- Datum vydání: 8. 6. 1996
- Balení: Plastový obal
- Nosič: CD